# Prionus sejunctus
Prionus sejunctus är en skalbaggsart som beskrevs av Hayashi 1959. Prionus sejunctus ingår i släktet Prionus och familjen långhorningar. Inga underarter finns listade i Catalogue of Life.